# 얀 틴베르헌
얀 틴베르헌(Jan Tinbergen, 1903년 4월 12일 ~ 1994년 6월 9일)은 네덜란드의 경제학자이다. 1921년 레이던 대학교에 입학하여 파울 에렌페스트교수 지도하에 물리학을, 암스테르담 대학교·오슬로 대학교에서는 경제학을 공부하였다. 그 후 네덜란드 경제 대학의 교수와 정부의 중앙 계획국장 등을 지냈다. 경제 이론과 경제 통계의 분야에 많은 연구를 하였다. 특히 경제 이론을 통계적 방법으로 밝힘으로써 계량 경제학의 선구자로 알려졌다. 이 공로로 1969년 노벨 경제학상을 받았다. 네덜란드의 노동당에도 관계하여 정치에서도 크게 활약하였다. 동생 니콜라스 틴베르헌이 1973년 노벨 생리학·의학상을 수상하여 유일하게 형제 수상자이다.